# Ascher ben Jechiel
Ascher ben Jechiel (hebräisch אשר בן יחיאל; geboren um 1250 im Rheinland; gestorben am 24. Oktober 1327 in Toledo), auch unter den Namen Ascheri und Rosch (Akronym: hebräisch רא״ש) bekannt, war ein mittelalterlicher Talmudist, der in Frankreich, Deutschland und Spanien lebte.

## Leben und Bedeutung
Er studierte zunächst bei seinem Vater und seinem älteren Bruder, verbrachte dann einige Zeit in Frankreich, wahrscheinlich in Troyes, und lebte dann in Köln und Koblenz. Von hier zog er nach Worms, wo sein Lehrer Meir ben Baruch im Jahre 1281 zum Rabbiner ernannt worden war. Meir schätzte seinen Schüler und ernannte ihn zum Mitglied des örtlichen Gerichtshofs. Nachdem Meir 1286 eingekerkert wurde, leitete Ascher die erfolglosen Bemühungen zur Freilassung seines Lehrers und wäre bereit gewesen, einen beträchtlichen Teil seines Vermögens dafür aufzuwenden. Nachdem er im Jahre 1298 das Rintfleisch-Pogrom miterlebt hatte, fürchtete er ein ähnliches Schicksal wie Meir von Rothenburg und verließ 1303 Deutschland mit seinem Sohn Jakob ben Ascher. Im folgenden Jahr erreichte er über Norditalien und die Provence Barcelona, wo er vom amtierenden Rabbiner Salomo Adret mit großen Ehren empfangen wurde. 1305 nahm er die Stellung eines Rabbiners in Toledo an. Sein Sohn Jehuda berichtet, dass Ascher kurz darauf ein Gesuch der deutschen Behörden zur Rückkehr in seine Heimat abschlug, wofür sie sich bereit erklärten, einen kaiserlichen Freibrief und eine Begleittruppe von 50 Soldaten zur Verfügung zu stellen.
Ascher ben Jechiel wurde in den Maimonidesstreit über die Bedeutung des Philosophiestudiums hineingezogen. Die Tatsache, dass er in der Provence nur einige wenige Personen fand, die sich ausschließlich mit dem Torastudium beschäftigten, schrieb er dem weit verbreiteten Studium der Philosophie zu. Von Barcelona aus sandte er einen ermutigenden Brief an Abba Mari Astruc, einen führenden Gegner des Philosophiestudiums. Er war sich jedoch der Gefahr der Uneinigkeit bewusst und schlug eine gemeindeübergreifende Zusammenkunft vor, um zu einer Versöhnung der unterschiedlichen Ansichten zu gelangen. Als Salomo Adret am 26. Juli 1305 jedes Mitglied der Gemeinde mit einem Bann bedrohte, der unter 25 Jahren alt ist und die Werke der Griechen über Naturwissenschaft oder Metaphysik studiert, sei es in der Ursprache oder in einer Übersetzung, beeinflusste Ascher von Toledo aus die dortigen Gemeindeleiter, diesen Bann zu unterstützen. Er kritisierte diejenigen, die einflussreiche Positionen bei Hof zu ihrem eigenen Vorteil ausnutzten, und wandte sich auch gegen Gebräuche, die durch den Kontakt mit der christlichen Umgebung eingeführt worden waren, wie zum Beispiel die Übertragung des gesamten Erbes auf den ältesten Sohn, wie es in adligen Kreisen üblich war, die Ankettung von Schuldnern sowie die Ermöglichung einer Scheidung in Fällen, in denen die Frau erklärte, nicht mehr mit ihrem Mann zusammenleben zu wollen. Sein spiritueller Einfluss wurde sogar von der kastilischen Königin Maria de Molina, der Mutter von Ferdinand IV., anerkannt.
Ascher ben Jechiel beherrschte neben Hebräisch auch die arabische Sprache, wenn auch nur in ihrer gesprochenen Form, das spanische Recht sowie das deutsche Recht. Seine Responsen waren nicht immer unangefochten. Als der Rabbiner von Valencia seinen Widerspruch zur überlieferten Praxis und zu Aschers Meinung durchsetzen wollte, bedrohte ihn dieser mit der Todesstrafe, falls alle anderen in einem Brief an ein Gemeindemitglied aufgeführten Mittel sich als nutzlos erweisen sollten. Obwohl er bezüglich des Rechts der Rabbiner, Todesstrafen auszusprechen, Zweifel hegte, erlaubte er die Anpassung an das damals in Spanien geltende Recht und stimmte Urteilen von Verstümmelung zu, besonders im Falle von Denunziationen. Als Antwort auf eine Beschwerde, dass Mitglieder von führenden Familien nicht zu Kantoren ernannt worden waren, brachte Ascher deutlich zum Ausdruck, dass weder eine bedeutende Herkunft noch eine angenehme Stimme für dieses Amt ausschlaggebend sein sollten, sondern ausschließlich das moralische Verhalten. Ascher führte in Spanien das System der Tosafot ein. Er schrieb zahlreiche halachische Werke, das wichtigste heißt Piske ha-Rosch („Urteile des Rosch“), ist eine Zusammenfassung der meisten talmudischen Traktate und hält sich dabei an das Vorbild von Isaak Alfasi.